# I. e. 125
Évszázadok: i. e. 3. század – i. e. 2. század – i. e. 1. század
Évtizedek: i. e. 170-es évek – i. e. 160-as évek – i. e. 150-es évek – i. e. 140-es évek – i. e. 130-as évek – i. e. 120-as évek – i. e. 110-es évek – i. e. 100-as évek – i. e. 90-es évek – i. e. 80-as évek – i. e. 70-es évek
Évek: i. e. 130 – i. e. 129 – i. e. 128 – i. e. 127 –  i. e. 126 – i. e. 125 – i. e. 124 – i. e. 123 – i. e. 122 – i. e. 121 – i. e. 120

## Események

### Róma
- Marcus Fulvius Flaccust és Marcus Plautius Hypsaeust választják consulnak.
- M. Fluvius Flaccus javasolja, hogy az észak-itáliai városok lakóinak adják meg a római polgárjogot. A szenátus elutasítja javaslatát, őt pedig az Alpokontúli Galliába küldik, mert Massilia védelmet kért a gall portyázások ellen. Flaccus sikeresen harcol az ottani ligurok ellen.
- Fragellae colonia fellázad, mire Lucius Opimius praetor elfoglalja a várost és földig rombolja.[1]
- A census során 394 736 római polgárt írnak össze.
- Megépül az Aqua Tepula vízvezeték.

### Hellenisztikus birodalmak
- A csatát vesztett II. Démétriosz szeleukida király Ptolemaiszban keresne menedéket, de felesége, Kleopátra Thea, nem engedi be. Türoszba menekül, de a kikötőben egy hajón elfogják és kivégzik.
- Démétriosz utódjaként Kleopátrával közös idősebb fiát, V. Szeleukoszt jelölik meg, de saját anyja hamarosan meggyilkoltatja, mert tart tőle, hogy bosszút áll rajta apja halálért. Ezután Kleopátra Thea uralkodik, formálisan mint kisebbik fia, VIII. Antiokhosz régense.

## Halálozások
- II. Démétriosz, szeleukida király
- V. Szeleukosz, szeleukida király

## Fordítás
- Ez a szócikk részben vagy egészben  a(z)   125 v. Chr. című német Wikipédia-szócikk ezen változatának fordításán alapul.  Az eredeti cikk szerkesztőit annak laptörténete sorolja fel. Ez a jelzés csupán a megfogalmazás eredetét és a szerzői jogokat jelzi, nem szolgál a cikkben szereplő információk forrásmegjelöléseként.